# Robert Lavelid

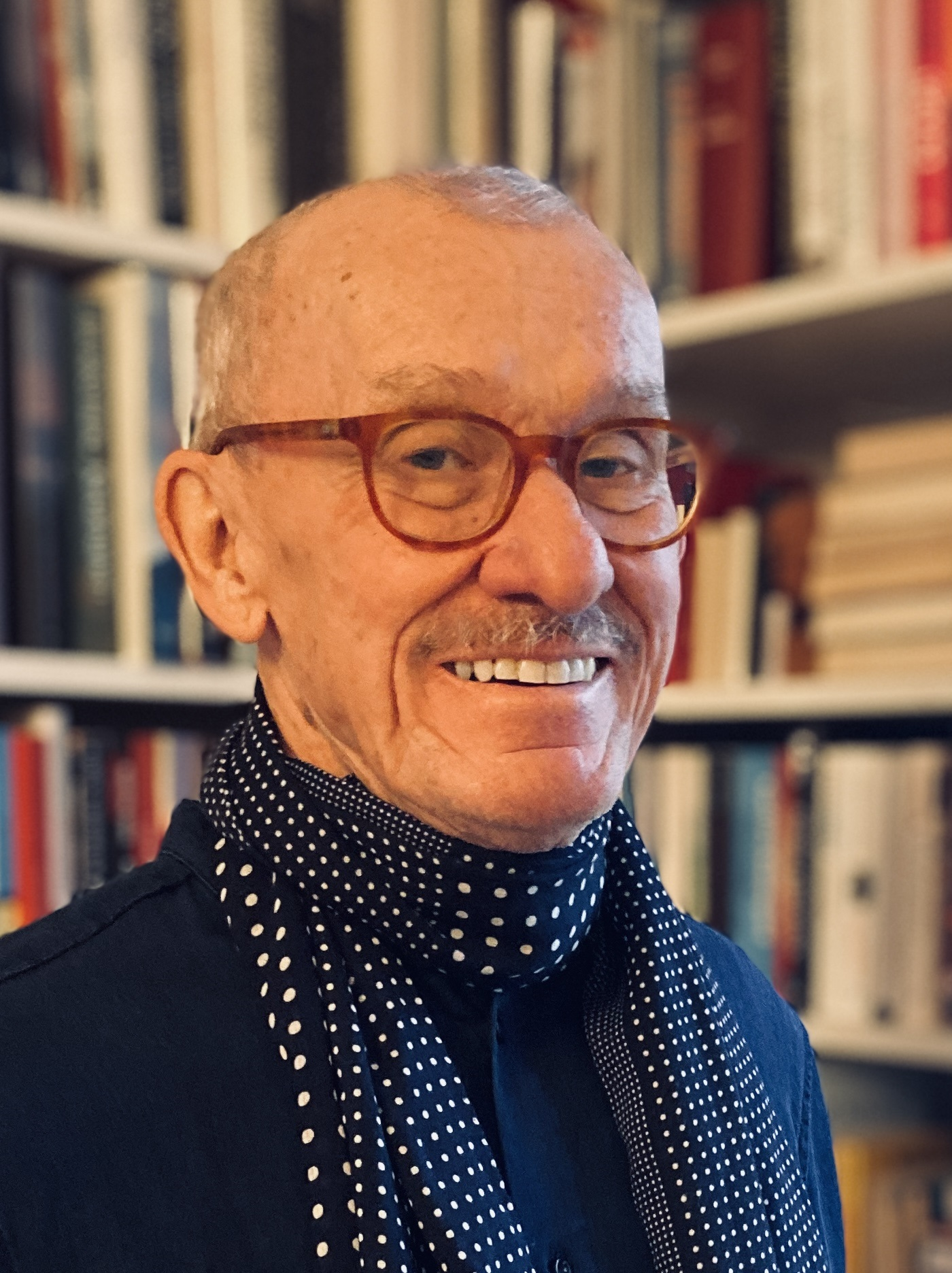

Robert Olle Lavelid, född den 30 januari 1950 i Stockholm, är arkitekt SAR/MSA
med mer än 40 års erfarenhet från stora arkitektur- och stadsbyggnadsprojekt såväl i Sverige
som internationellt. Han har varit partner i Modern Line arkitekter, Tengbom och 
Fojab. Förutom konkreta projekt har han dessutom skrivit många artiklar i olika arkitektur- och
stadsbyggnadsfrågor, och har sedan ett antal år en blogg på Sveriges arkitekters hemsida. Robert Lavelid var under åren 1992-1995 chefsarkitekt på Inter IKEA Systems A/S i Humlebaek Danmark.  
I december 2020 gavs hans bok ”KODEN för en bra stad - Haussmanns Paris” en faktabaserad debattbok i ämnet stadsbyggnad ut på Svensk Byggtjänst förlag.
Robert Lavelid gick ut från Arkitekturskolan KTH Stockholm 1977.

## Verk i urval
- BO 85 Upplands Väsby bostäder 1985[6]
- Kv. Inverness Danderyd kontor/bostäder1986-87[7]
- Hammarby Sjöstad bostäder (med ansv. arkitekt SAR/MSA Bengt Rydén)[8]
- Khimki Business park, Moskva, två kontorshus 2005-2008
- KODEN för en bra stad - Houssmanns Paris - ISBN 978-91-7917-042-4 [9]

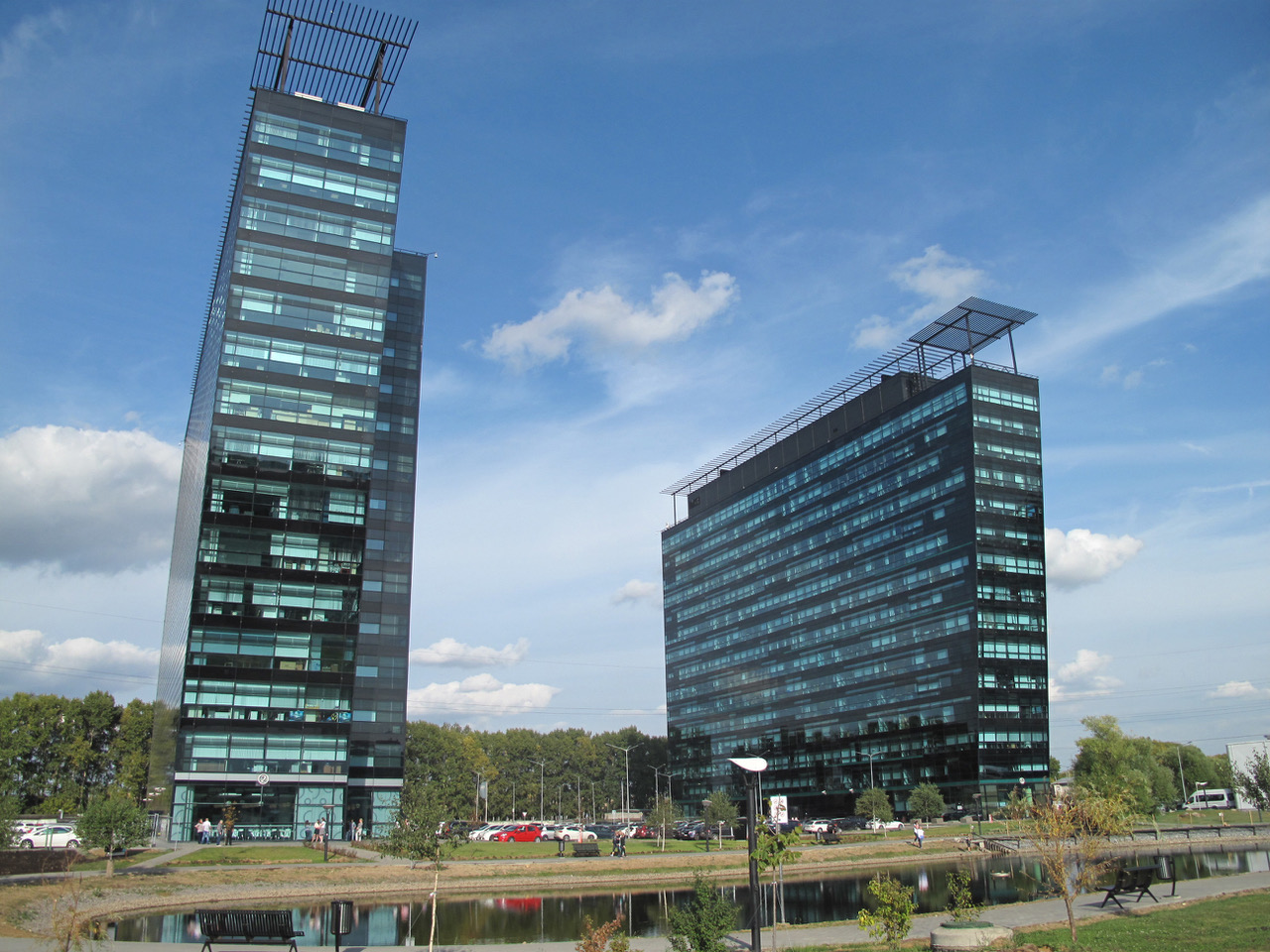
Khimki Ryssland